# どか〜ん
『どか〜ん』は、THE 真心ブラザーズの4枚目のシングル。1990年9月21日にEPIC/SONY RECORDSより発売された。

## 概要
日産自動車・ADバン（Y10型）のCFソングとしてのタイアップ曲であり、テレビ朝日系の報道番組『ニュースステーション』の番組終盤に放送されたコーナー『プロ野球1分勝負』（その日行われたプロ野球全試合のダイジェストを1分程度にまとめたコーナー）のBGMとして知られる。1コーラスのみ（所謂「2番」が存在しない）の楽曲で、曲の長さがわずか1分半（エンディングがやや長いため、歌詞のあるパートは1分少々しかない）という短い曲であった。
メンバーの桜井秀俊は、2006年に行われたインタビューで本曲を「YO-KINGという大天才が書いた、日本の国民的ソング」と称し、「自分の相棒が作った曲ながら、いまだこれを超えるポジティヴ・ソングを聴いたことはありません」とコメントしている。
吹奏楽アレンジも行われている。日本の高校野球における応援歌の定番の一つとしても知られ、2008年の第90回全国高校野球選手権大会では、代表55校中18校が応援曲に採用している。
同曲は北海道文化放送の深夜番組「我慢大敵!」のテーマ曲にも使われ、オープニング映像には真心の2人が出演している。また、2024年にはサントリーチューハイ「-196」のCMソングとして、CMに出演する渋谷凪咲と千鳥（大悟／ノブ）によるカバー（替え歌）が使用されている。
「どか〜ん」のオリジナル版は1stアルバム『ねじれの位置』、セレクションアルバム『けじめの位置 〜栄光の軌跡II〜』に収録されている。また、カップリング曲の「浴場フォークゲリラ」はアルバム未収録である。

## 収録曲
いずれも、クレジット上は「作詞・作曲・編曲：THE 真心ブラザーズ」となっている。
1. どか〜ん
アルバム｢ねじれの位置｣からのリカットシングル。シングルに収録されているバージョンは、アルバム未収録である。シングルバージョンはいきなり歌から始まる。
2. 浴場フォークゲリラ
  - Live Recording in ♨新高湯 at 中落合

1.独立（唄：倉持陽一）
2.君の立場はもうヤバイ（唄：桜井秀俊）